# هنري توماس هيلجيسين
هنري توماس هيلجيسين هو سياسي أمريكي، ولد في 26 يونيو 1857 في ديكوراه في الولايات المتحدة، وتوفي في 10 أبريل 1917. نشط حزبياً في الحزب الجمهوري. وقد انتخب عضو مجلس النواب الأمريكي ‏.